# ГЕС Вальхензеє
Електростанція Вальхензеє (нім. Walchenseekraftwerk) — гідроелектростанція в Баварії, (Німеччина). Це гідроакумулювальна елекстростанція, у яку вода подається з озера Вальхен і потім випускається в озеро Кохель. Встановлена потужність — 124 МВт з річним виробництвом 300 ГВт*год. Електростанція знаходиться на південь від Кохеля, приблизно 14 км від села Вальхензеє. Одна з найбільших подібних у Німеччині.

## Технічна експлуатація
Електростанція використовує напір близько 200 метрів між озерами Вальхен (виступає як верхнє водоймищє, на 802 м на рівнем моря) та Кохель (599 м н.р.м) для виробництва електроенергії. Через шість 450-метрових каналів, що з'єднують два природних озера, вода тече до чотирьох ковшових водяних турбін з однофазними генераторами та чотирьох радіально-осьових турбін із трифазними генераторами, а потім виходить до озера Кохель. Оскільки рівень води постійно змінюється, жодне з озер взимку повністю не замерзає. Природний відтік з Вальхензеє в Нідернах — через річку Яхен до річки Ізар — заблокований водозливом, але природний приплив до озера все ще недостатній, щоб забезпечити достатню кількість води для роботи електростанції, тому використовуються також води річки Рісбах. 

### Передача води з Ізара
Ізар, що тече як бурхлива річка від австрійської частини гір Карвендель, загачений між Міттенвальдом і Крюном з допомогою водозливу з утворенням водосховища (870 м) і переадресовується на озеро Вальхен. Ця вода тече повз гідроелектростанцію Крюн у відкритому руслі, через водоспад, під дорогою B11 на Вальгау, а потім через тунель до озера Захензеє (867 м). Тут починається водопровід довжиною 3,9 кілометрів. Наприкінці вода потрапляє до гідроелектростанції (795 м), приводить у рух турбіни і, нарешті, впадає в озеро. 

### Передача води з Рісбаха
Рісбах тече з північної частини гір Карвендель, де він збирає воду менших потоків в районі Ахорнбоден. Після перетину кордону між Тіролем та Баварією та одразу після входу у Фермерсбах, канал завдовжки 6960 м подає воду до гідроелектростанції у Нідернах на південному сході Вальхензеє. Електростанція працює з 1951 року. 

### Відмінні риси
Головна дорога від села Вальхензеє до Урфельда пролягає під крутими схилами Герцогштанда. Конструкція має витримувати тиск, який чинить озеро Вальхен на набережну, щоб дорога не зсунулася. Якщо рівень води взимку падає, використання дороги вантажними автомобілями обмежено ваговими обмеженнями. Навесні оператори елекстростанції зобов’язані знову підвищити рівень води таким чином, щоб обмеження руху — в першу чергу, що стосуються туризму — могли бути зняті. Взимку оператори ГЕС повинні стежити за снігом, накопиченим у водозбірній зоні, щоб обчислити очікувану кількість талої води та відповідати вимогам рівня води. Станом на 2010 рік, Вальхензеє разом з іншими баварськими електростанціями в регіоні виробляють 1.3 ТВт*год поновлюваної електроенергії щорічно, тобто постачання близько 400 000 баварських домогосподарств.

## Історія
Оскар фон Міллер був розробником та дизайнером електростанції. Спочатку він мав на меті підтримати електрифікацію баварських залізниць, але проект був призупинений парламентом Баварії в 1912 році. Вважалося, що занадто багато електроенергії буде вироблено, а економічні вигоди поставили під сумнів. У 1915 р. Фон Міллер запропонував інтегрувати запропоновану електростанцію в електромережу регіонів та державну енергопостачальну компанію Bayernwerk. Парламент Баварії погодився на будівництво електростанції у 1918 році. В 1924 році гідрокомплекс ГЕС Вальхензеє ввели в експлуатацію Проблема транспортування цієї енергії на великі відстані була вирішена введенням повітряних ліній електропередач. З самого початку попит на електроенергію був настільки великим, що гідроелектроенергія могла забезпечити лише третину необхідної потужності. Спочатку завод належав державній компанії Bayernwerk AG. Пізніше Bayernwerk AG був денаціоналізований та перейнятий VIAG (Vereinigte Industrieunternehmungen), і в результаті електростанцією зараз керує компанія E.ON Wasserkraft GmbH. 

### Аеродинамічна труба під час Другої світової війни
Для розробки запланованої нацистською Німеччиною ракети A10 на електростанції була запланована нова аеродинамічна труба на 10 Махів. Нова електростанція повинна була використовувати різницю в 202 метри від Вальхензеє до Кохельзеє, щоб генерувати 120 мегават. Однак замість нової аеродинамічної труби і потужності заводу, внаслідок операції "Гідра" та бомбардування Пенемюнде після 1943 року сюди перенесли аеродинамічну трубу на 4,4 Маха, що використовувалася для розробки ракети V-2, а новий силовий агрегат був завершений після війни.  Трубу після війни перемістили до Вайт-Оук, США.
У 1950-х роках для подачі додаткового ресурсу спорудили дериваційний тунель, що починається від греблі на Ріссбаху (права притока Ізару, яка впадає в нього нижче від початкової точки каналу Обернах). На своєму шляху тунель також приймає воду, відведену греблею зі струмку Фішбах (притока Ріссбаху). З урахуванням рельєфу місцевості при спорудженні тунелю було необхідно облаштувати два дюкери, в тому числі один під Ізаром. Тоді ж додали дві малі ГЕС Obernach та Niedernach, розміщені при впадінні згаданих каналу та тунелю у Вальхензеє.
З самого початку існування ГЕС Вальхензеє третина її потужності заброньована оператором німецьких залізниць Deutsche Bahn. Це вплинуло на основне обладнання станції, яке включає чотири турбіни типу Френсіс потужністю по 18 МВт, та чотири турбіни типу Пелтон по 13 МВт. Останні працюють на однофазні генератори, що виробляють електроенергію для залізниці.
Видача продукції, окрім спрямованої на потреби  Deutsche Bahn за допомогою окремої лінії, відбувається по ЛЕП, яка працює під напругою 110 кВ.

## Галерея

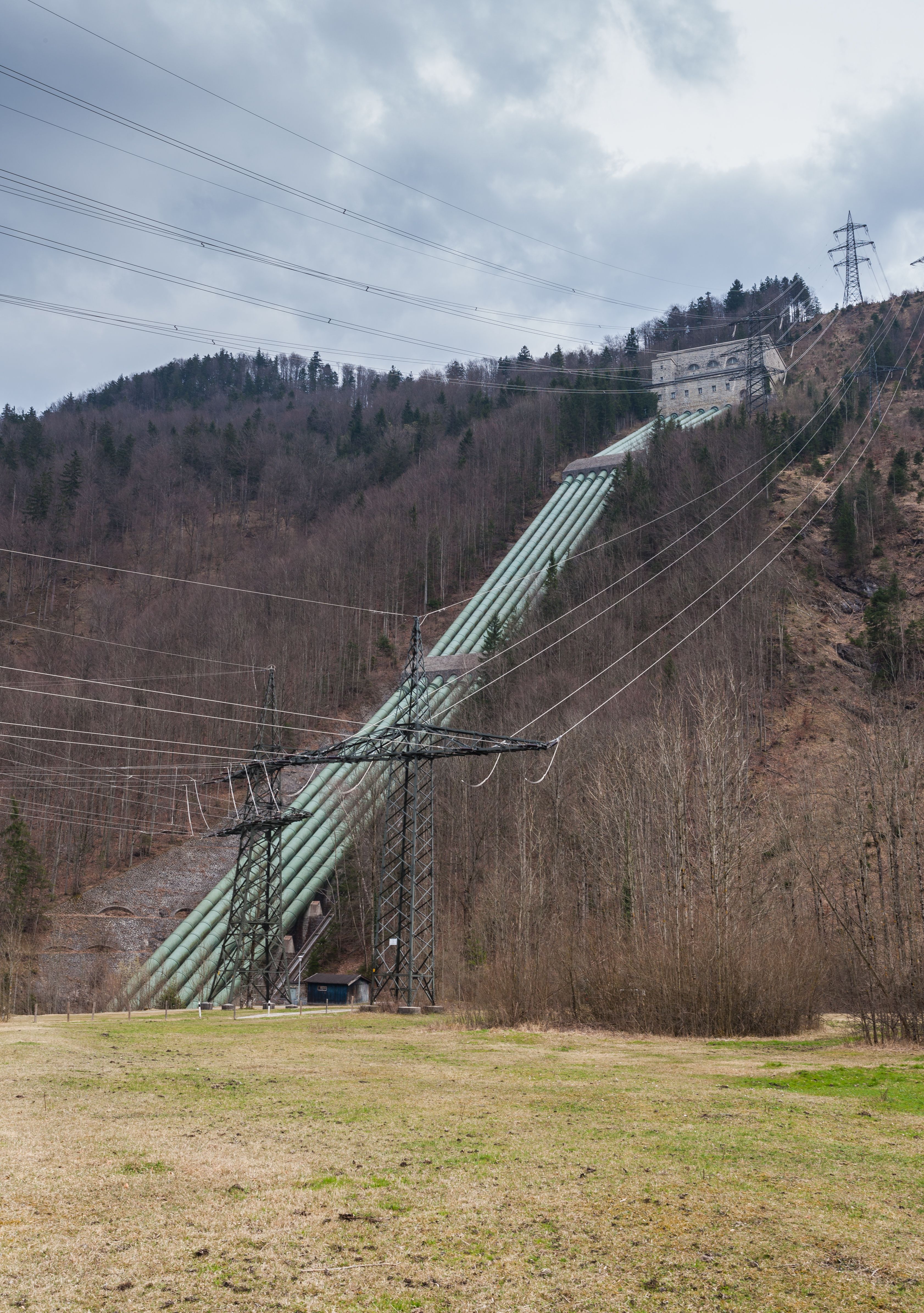
Шість труб водопроводу
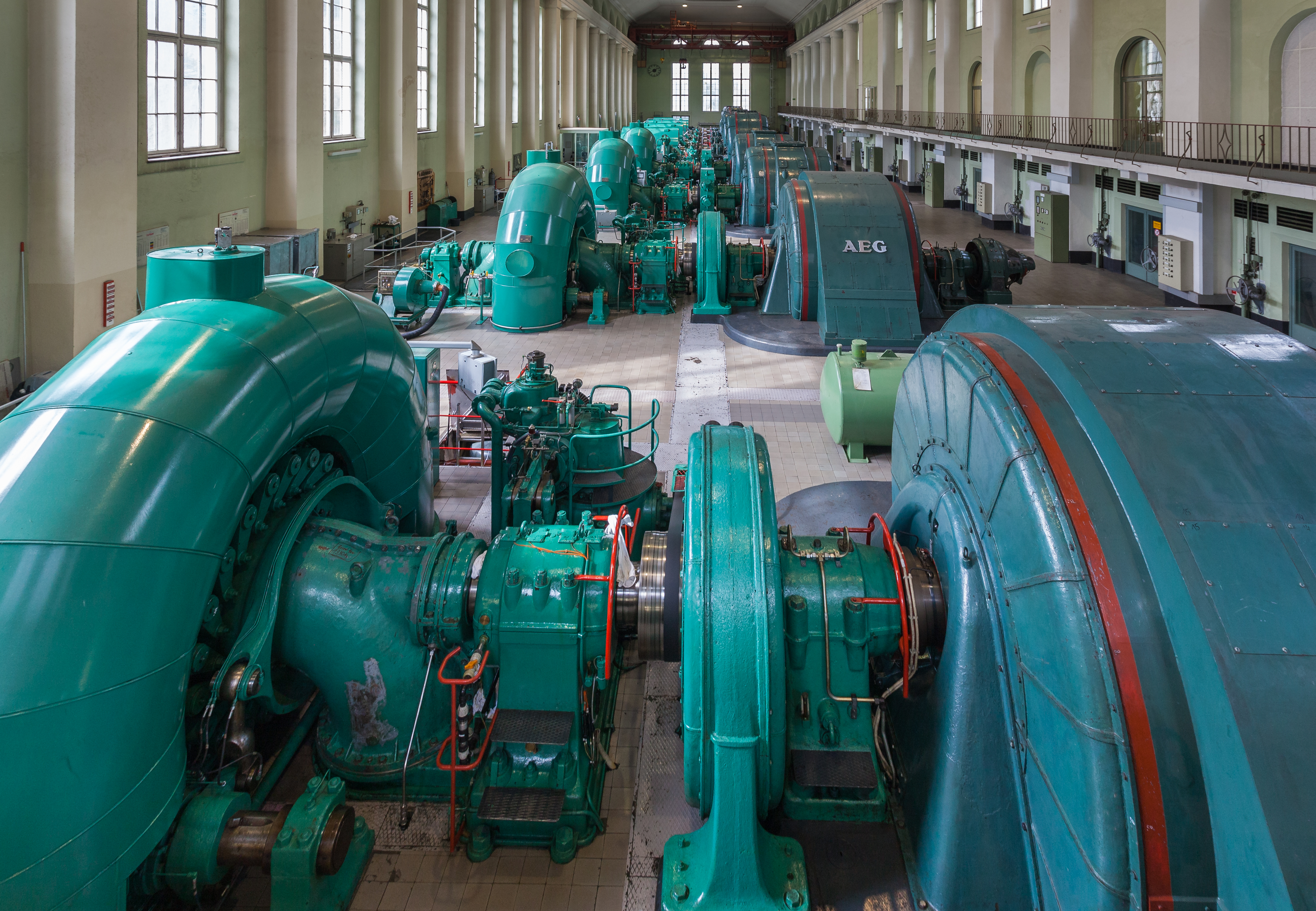
Вид на турбіни
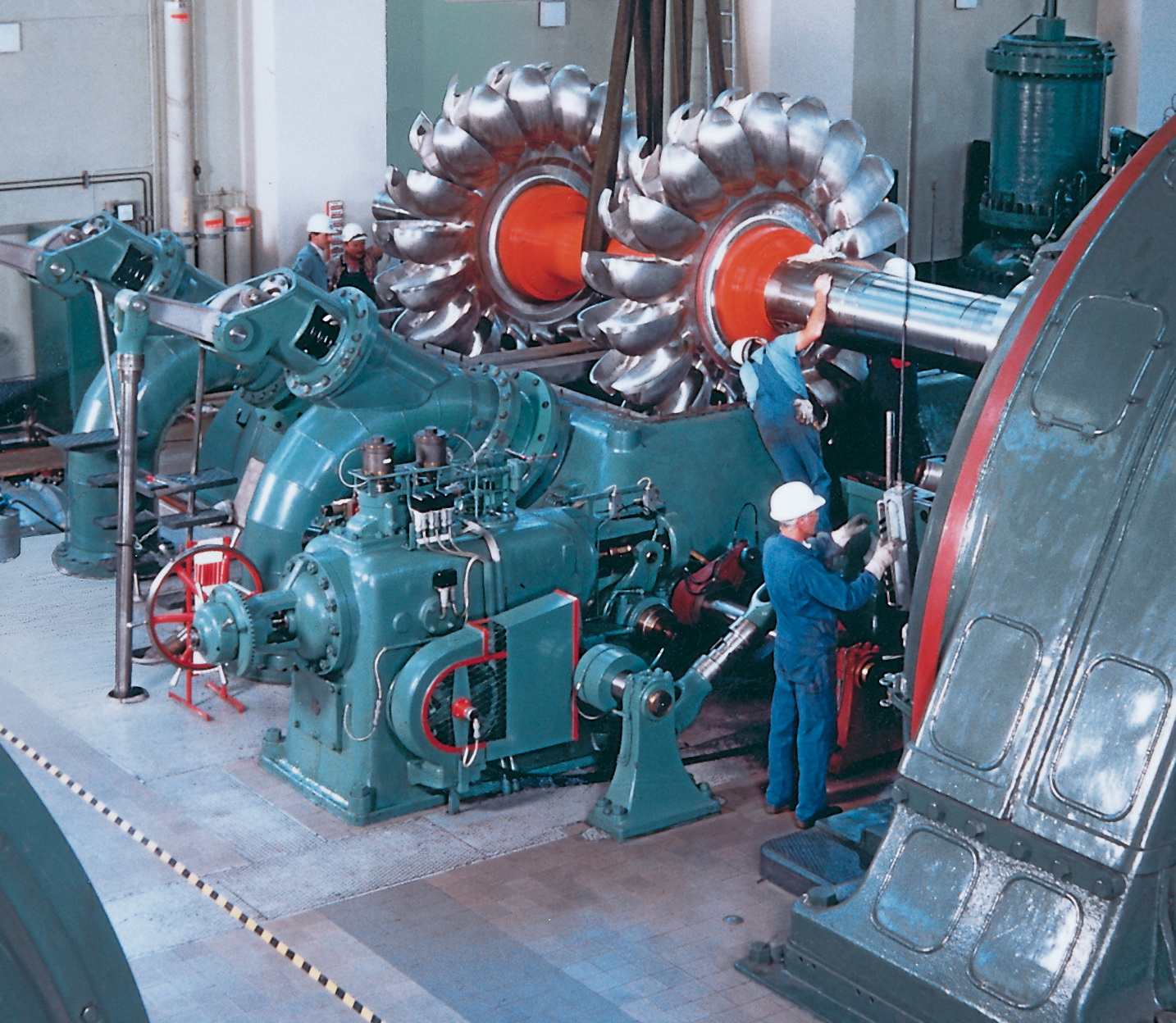
Заміна коліс Пелтона
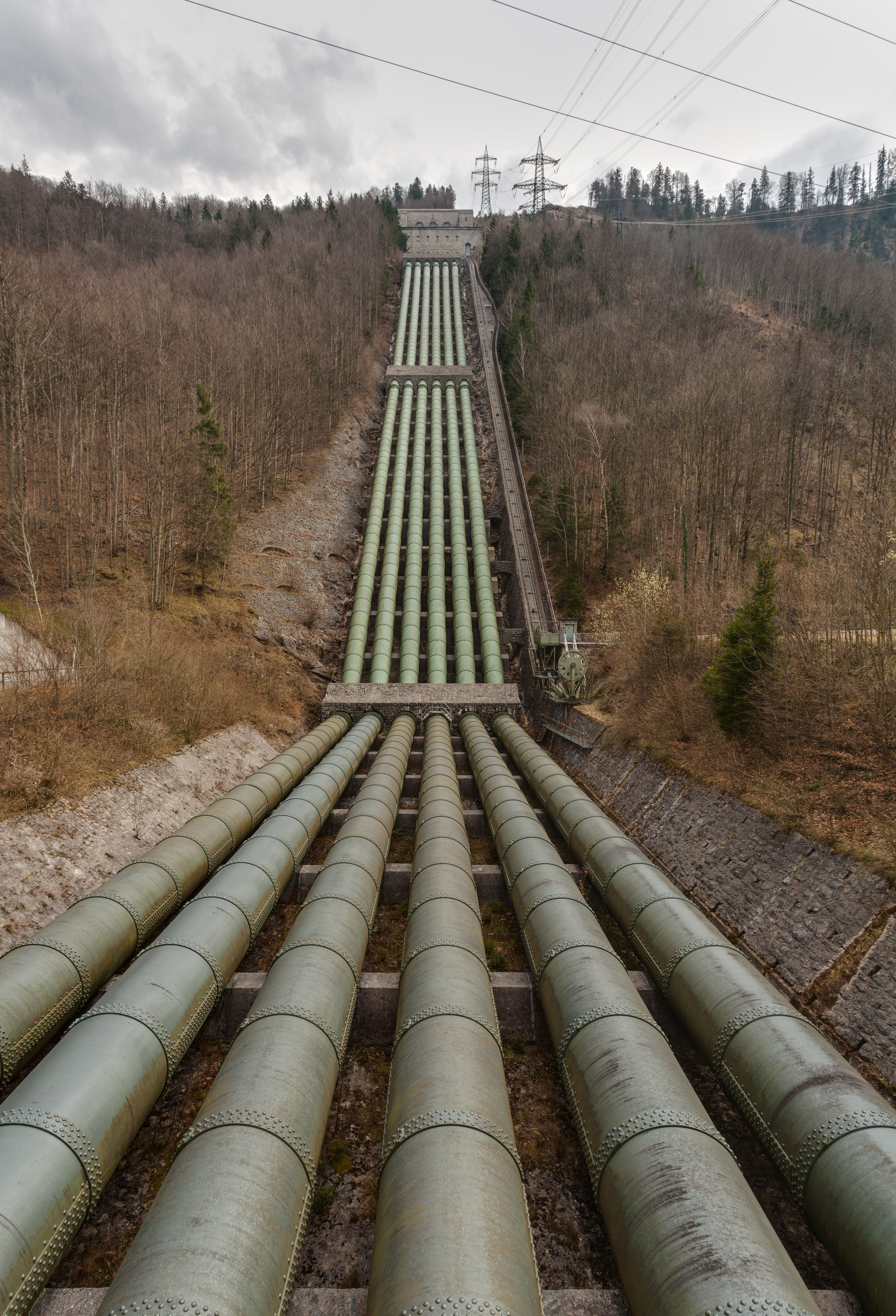
Шість труб